# اویاتور ایر
اویاتور ایر (به انگلیسی: Aviatour Air) یک شرکت هواپیمایی است. دفتر مرکزی اویاتور ایر در فرودگاه بین‌المللی مکتان-کبو واقع شده‌است و به ویسایا، پرواز انجام می‌دهد.